# Жан Випотник
Жан Випотник (Цеље, 18. март 2002) је словеначки фудбалер који игра на позицији нападача за француског друголигаша Бордо и репрезентацију Словеније.

## Играчка каријера

### Клубови
Као млад играч Випотник је почео да игра фудбал у клубовима Дравиња и Марибор. Године 2020. је из омладинског погон уврштен у главни тим Марибора. Почетком 2021. Випотник је прешао у Горицу на позајмицу. Дана 10. фебруара у мечу против Брава дебитовао је у словеначком првенству. Дана 21. априла, у утакмици против Брава, Жан је постигао свој први гол за Горицу. По завршетку позајмице Випотник се вратио у Марибор. 18. јула, у утакмици против Цеља, дебитовао је за први тим. Дана 6. новембра, у утакмици против Брава, Жан је постигао свој први гол за Марибор..
Почетком 2022. године Випотник је изнајмио Триглав. У утакмици против Белтинаца дебитовао је у Другој лиги Словеније. 12. марта, у утакмици против Деканија, Жан је постигао свој први гол за Триглав. Дана 23. априла на утакмици против Кршког постигао је хет-трик. .
У лето 2022. године, након истека позајмице, Випотник се вратио у Марибор. У мечевима против Радомља и Горице постигао је по један хет-трик. На крају сезоне постигао је 20 голова и постао најбољи стрелац шампионата.

### Репрезентација
Између 2017. и 2022. године, Випотник је представљао Словенију на свим нивоима младих од до 15 до 21 године и имао је више од 25 наступа за све тимове заједно. У марту 2023. године, добио је позив у сениорски тим Словеније од стране савезног селектора Матјажа Кека за квалификационе утакмице за УЕФА Еуро 2024 против Казахстана и Сан Марина. Випотник је свој пуни међународни деби имао 23. марта у гостима против Казахстана, где је ушао у игру у 70. минуту и осам минута касније постигао победоносни гол за Словенију у победи од 2 : 1. Тиме је постао други најмлађи играч који је постигао гол за Словенију, иза Бењамина Шешка, са 21 годином и 5 дана.

## Успеси

### Играчки
Триглав Крањ
- Прва лига Словеније у фудбалу: најбољи стрелац лиге 2022–/23.

### Репрезентација
Ажурирано утакмице игране до 4. јуна 2024
| Репрезентација | Година | Ута. | Голови |
| -------------- | ------ | ---- | ------ |
| Словенија      | 2023   | 8    | 2      |
| Словенија      | 2024   | 1    | 0      |
| Укупно         | Укупно | 9    | 2      |

Скор и резултати наводе први зброј голова Словеније, колона са скором показује резултат након сваког Випотниковог гола.
| Бр. | Датум               | Стадион                                | Противник  | Скор  | Резултат | Такмичење                 |
| --- | ------------------- | -------------------------------------- | ---------- | ----- | -------- | ------------------------- |
| 1   | 23. март 2023.      | Астана арена, Астана, Казахстан        | Казахстан  | 2 : 1 | 2 : 1    | Квалификације за ЕП 2024. |
| 2   | 10. септембар 2023. | Стадион Олимпико, Серавале, Сан Марино | Сан Марино | 1 : 0 | 4 : 0    | Квалификације за ЕП 2024. |